# Camachoaster maquedensis
Camachoaster maquedensis (лат.) — вид вымерших морских ежей из семейства Placatenellidae, живших на территории современной Аргентины во времена раннего миоцена (23,03—15,97 млн лет назад). Типовой и единственный в роде Camachoaster.

## Этимология
Родовое название Camachoaster дано в честь палеонтолога и геолога доктора Горацио Хомеро Камачо (1922—2015), проработавшего в Университете Буэноса-Айреса более 65 лет и изучавшего вымерших морских ежей. Видовое название maquedensis дано по месту Пунта-Македа, провинция Санта-Крус (Аргентина), которое располагается примерно в 2 км к югу от места обнаружения голотипа и двух паратипов.

## История изучения
Голотип MACN-Pi 5809 был обнаружен около береговой линии на территории формации Ченка, в 2 км в югу от Пунта-Македа, Санта-Крус, Аргентина. Там же были найдены два паратипа: MACN-Pi 5859 и MACN-Pi 5860. Описан Ричем Моои, Серхио А. Мартинесом, Клаудией Дж. Дел Рио и Марией Инес Фейжо Рамос в 2018 году как новые вид и род. Полученный материал находится в Музее естественных наук имени Бернардино Ривадавия, Буэнос-Айрес (Аргентина).

## Описание
Как и все члены семейства Placatenellidae, обладал пятью прерывающимися межамбулакрами и базикорональной розеткой. На оральной поверхности три или четыре базикорональные розетки.
Голотип является самым крупным экземпляром и достигает 59,3 мм в длину. Аборальная поверхность плоская, слегка изогнутая. Апикальная система однобазальная, пятиугольная. Присутствует множество разбросанных гидропор. Имеет четыре гонопора. Амбулакральная система лепестковидная. Задние парные лепестки заметно длиннее остальных. Лепестки лировидные, почти закрытые дистально. Внутренние поры слегка вытянуты, наружные поры сильно удлинённые. Поры разделены стереомными перегородками. Есть пять или шесть окклюзированных пластинок на кончиках лепестков. Сформирована стенка вдоль каждой из сторон задней выемки. Все базикорональные розетки похожие, узкие и прямые, почти параллельные.
Интерамбулакр узкий и прямой, постепенно сужается, идёт зигзагами вплоть до мадрепоровой пластинки. После базикорональной розетки интерамбулакр сильно вытянутый, примерно в четыре раза длиннее своей ширины.
Буккальная полость круговая, относительно небольшая.
Пищевые бороздки хорошо развиты, имеет первичную бифуркацию возле адапикальных концов амбулакральных базикорональных розеток. Вторичное ветвление развито.
Camachoaster maquedensis обитал на морском мелководье.